# Kościół Najświętszego Serca Jezusowego w Smogórach
Kościół pw. Najświętszego Serca Jezusowego w Smogórach – rzymskokatolicki kościół parafialny w Smogórach, w powiecie słubickim, w województwie lubuskim. Należy do dekanatu Rzepin w diecezji zielonogórsko-gorzowskiej.

## Historia

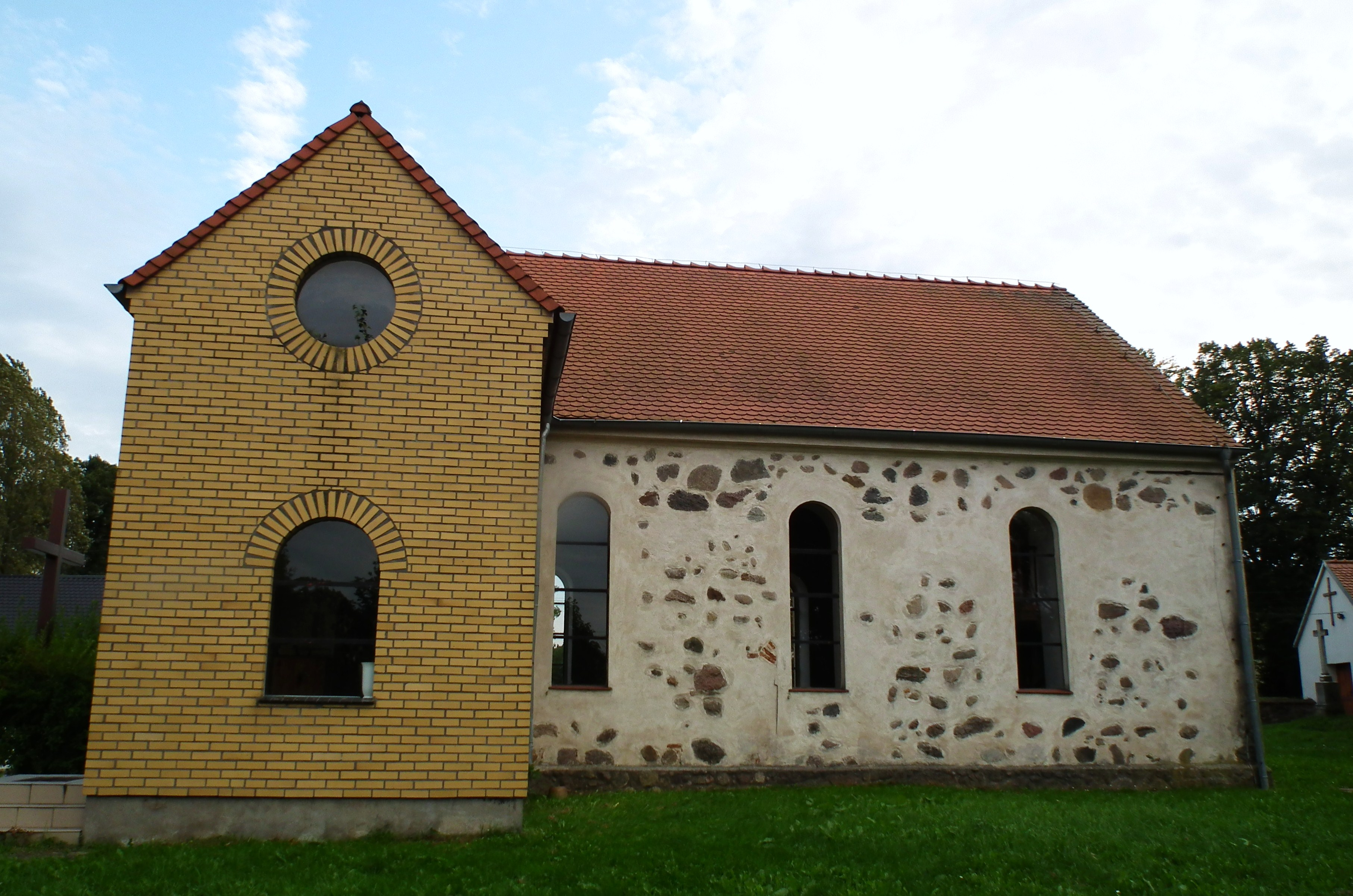
Zakrystia z początku XXI wieku

Kościół we wsi istniał już po 1400, kiedy to osada była własnością rycerską Wininga, Dynitza, oraz Slablendorfa. Obecną świątynię zbudowano w końcu XV wieku, jako katolicki. Około 1540, podczas reformacji, kościół zagarnęli protestanci. W 1707 dobudowano do obiektu wieżę z drewna (niezachowana).
W pierwszej połowie XIX wieku kościół przebudowano – dodano też wówczas ołtarz ambonowy, chrzcielnicę, jak również zbudowano posadzkę i wykonano nowe otwory: drzwiowe i okienne (zamknięte w półkolisty sposób). Około 1870 zbudowane zostały organy i empory.

### Po II wojnie światowej
Po zakończeniu II wojny światowej świątynię odzyskali katolicy, ale uległa ona kilku dość chaotycznym przebudowom, co nie pozostało bez wpływu na zatarcie cech stylowych obiektu. Na przełomie XX i XXI wieku przeprowadzono kapitalny remont świątyni, m.in. dobudowano zakrystię.

## Architektura
Kościół, zbudowany na rzucie prostokąta, jest orientowany. Wzniesiono go z niebrobionych ciosów granitowych. Przykrywa go dach dwuspadowy kryty dachówką.